# Clossiana umbra
Clossiana umbra är en fjärilsart som beskrevs av Adalbert Seitz 1908. Clossiana umbra ingår i släktet Clossiana och familjen praktfjärilar. Inga underarter finns listade i Catalogue of Life.